# سیارک ۲۴۵۳۸
سیارک ۲۴۵۳۸ (به انگلیسی: 24538 Charliexie، نامگذاری:2001DM5) بیست و چهار هزار و پانصد و سی و هشتمین سیارک کشف شده‌است که در ۱۶ فوریه ۲۰۰۱ کشف شد.
قدر مطلق سیارک برابر ۱۰.۲ است.